# Gampsocera albiaristata
Gampsocera albiaristata är en tvåvingeart som beskrevs av Nishuma 1956. Gampsocera albiaristata ingår i släktet Gampsocera och familjen fritflugor. Inga underarter finns listade i Catalogue of Life.